# NGC 925
NGC 925 là tên của một thiên hà xoắn ốc có thanh chắn nằm trong chòm sao Tam Giác. Khoảng cách của nó với trái đất là 30 triệu năm ánh sáng. Phép phân loại hình thái học cho biết nó là một thiên hà loại SB(s)d. Nó mang ý nghĩa rằng nó có một cấu trúc thanh chắn, các nhánh xoắn ốc xoắn lại một cách lỏng lẻo và không có cấu trúc đai. Nhánh xoắn ốc phía Nam thì trông mạnh hơn nhánh phía bắc. Cuối nhánh xoắn ốc thì giống như kết bông, kết thành cụm như len và không có tính nhất quán. Thanh chắn của nó được bù từ trung tâm của thiên hà và là nơi diễn ra sự hình thành sao, sự hình thành sao này diễn ra dọc theo chiều dài của nó. Cả hai dấu hiệu hình học đó- thanh chắn bù và nhánh xoắn ốc phía nam trông mạnh hơn nhánh phía bắc là những đặc tính điển hình của một thiên hà xoắn ốc Magellan. Thiên hà này nghiêng một góc 55° khi ngắm dọc theo vị trí góc 102°.
Thiên hà này là thành viên của nhóm thiên hà NGC 1023 và bị ràng buộc bởi lực hấp dẫn liên quan đến NGC 1023. Tuy nhiên, thiên hà gần nhất cách NGC 925 650000 năm ánh sáng (200000 parsec). NGC 925 có một đám mây hydro trung tính nặng gấp 10 triệu lần khối lượng mặt trời  gắn với chính nó thông qua một cấu trúc truyền phát. Không chắc chắn được đây là thiên hà lùn vệ tinh, tàn dư còn sót lại của sự tương tác thủy triều trước đây hay nó một đám mây khí thuở sơ khai.

## Dữ liệu hiện tại
Theo như quan sát, đây là thiên hà thuộc chòm sao Tam Giác và dưới đây là một số dữ liệu khác:
Xích kinh 02h 27m 16.913s
Độ nghiêng +33° 34′ 43.97″
Giá trị dịch chuyển đỏ 553 ± 3 km/s
Vận tốc xuyên tâm 564 km/s
Cấp sao biểu kiến 10.7
Kích thước biểu kiến 10′.5 × 5′.9
Loại thiên hà SB(s)d